# Dia Internacional de Parlar com un Pirata
El Dia Internacional de Parlar com un Pirata és un dia festiu creat el 1995 per John Baur (Ol' Chumbucket) i Mark Summers (Cap'n Slappy), d'Albany (Oregon), Estats Units, que van proclamar que el 19 de setembre de cada any seria el dia en què tothom hauria de parlar com un pirata. Per exemple, una persona que celebri aquest dia festiu no saludaria als seus amics dient "Hola", sinó que diria "Ahoy, amic!". El dia festiu, i la seva pràctica, sorgeix de la visió romàntica de l'Època d'Or de la Pirateria. S'ha transformat en un dia festiu per als membres de l'Església del Monstre d'Espagueti Volador. A partir de l'any 2002, l'esdeveniment va adquirir un caràcter internacional. En l'actualitat, el dia se celebra en més de 40 països.
Segons Summers, aquest dia festiu va sorgir com a resultat d'una lesió esportiva. Durant un partit de raquetbol entre Summers i Baur, un d'ells va reaccionar al dolor amb el crit «Aaarrr!», i aquí va néixer la idea. El partit va tenir lloc el 6 de juny de 1995, però per respecte al Dia D, van escollir l'aniversari de l'exdona de Summers, perquè fos més fàcil recordar-ho.
El que al principi era una broma entre dos amics va guanyar popularitat quan John Baur i Mark Summers van enviar una carta el 2002 al columnista d'humor nord-americà, Dave Barry, explicant-li la seva festivitat inventada. A Barry li va agradar la idea i ho va promoure. La creixent cobertura mediàtica del dia festiu després de la columna de Barry va possibilitar que aquest esdeveniment se celebri internacionalment a l'actualitat. S'ha atribuït part de l'èxit de la propagació internacional de la festivitat a la no-restricció de la idea o registre de marca, exposant el dia a la creativitat i al creixement viral.
Baur i Summers van esdevindre cèlebres l'any 2006 amb l'episodi d'estrena de temporada del xou d'impacte Wife Swap d'ABC, que va ser transmès per primera vegada el 18 de setembre de 2006. Van protagonitzar el rol d'una "família de pirates" juntament amb l'esposa de Baur, Tori. Baur també va aparèixer el 26 de juny de 2008 en un episodi de Jeopardy!, on va ser presentat com un «escriptor i pirata d'Albany, Oregon».
L'associació dels pirates amb les cames de fusta, els lloros i els mapes del tresor popularitzada en la novel·la L'illa del tresor (1883), de Robert Louis Stevenson, ha tingut una influència significativa sobre la cultura de paròdia de pirates.

## Repercussió i seguiment de l'esdeveniment
- Des de la seva engegada ha estat objecte de cobertura per part de nombrosos mitjans com The Washington Post, CNN, The Sun, Daily Mail USA Today[13] o ABC News, entre molts altres.[14][15][16][17]
- El Dia de Parlar com un Pirata s'ha celebrat mitjançant la inclusió d'ous de pasqua en diversos videojocs i pàgines web.[18] Facebook va introduir una versió de la seva pàgina traduïda a l'argot pirata estereotípic el Dia de Parlar com un Pirata de l'any 2008.[19] Google també ofereix una versió del seu motor de cerca en argot pirata estereotípic.[20] Flickr[21] o LucasArts[22] també han participat en les celebracions.
- S'ha al·ludit al Dia de Parlar com un Pirata a dues cançons del cantant folk Tom Smith: Talk Like a Pirate Day i What? It's Ca(n)on.[1] L'última es refereix al fet que J.K. Rowling va establir l'aniversari de Hermione Granger el mateix dia del "Dia de Parlar com un Pirata".
- El 2005, el centre de recerca del càncer Marie Curie Cancer Care de Londres i l'entitat bancària londinenca Lloyds TSB van programar una sèrie d'activitats per al Dia Internacional de Parlar com un Pirata amb la intenció de recaptar fons.[23]
- El 2007, la major llibreria dels Estats Units, Barnes & Noble, també es va afegir a la festivitat mitjançant un anunci amb el text Ahoy, Matey! September 19 is International Talk-Like a Pirate Day que va poder veure's en tendes de tot el país.[24]
- Per a la celebració de l'any 2008, el Museu Marítim Nacional d'Austràlia va organitzar una activitat infantil en la qual es va atorgar als nens un diploma per la seva graduació a l'Escola de Pirates, un dels programes escolars més populars del museu.[25]
- El 2012 es va complir el desè aniversari de l'esdeveniment. El president dels Estats Units, Barack Obama, va participar publicant a la xarxa social Twitter una foto en la qual apareixia conversant amb un home vestit de pirata juntament amb el text Arr you in?[26][27] També el 2012, el canal de televisió Disney Junior va emetre una programació especial per celebrar el dia.[28]
- Minecraft i Gmod i Facebook tenen com a opció d'idiomes l'argot pirata estereotípic.

L'actor Robert Newton, que es va especialitzar a interpretar papers de pirata, és considerat com el "Sant patró" del Dia de Parlar com un Pirata. Newton va interpretar a Long John Silver a la pel·lícula L'illa del tresor de Disney el 1950; i també a la pel·lícula australiana Long John Silver, de 1952. Va interpretar a Barbanegra a la pel·lícula Barbanegra, el Pirata. Newton va néixer en Dorset i va ser educat a Cornualla, i és el seu dialecte del país de l'oest, que va usar en actuar com Long John Silver i Barba Negra, la qual cosa alguns consideren com l'estàndard de l'accent pirata.
El crit arquetípic d'un pirata, «Arrr!» (alternativament «Rrrr!» o «Iarrr!») va aparèixer per primera vegada en la ficció en 1934, a la pel·lícula L'illa del tresor amb Lionel Barrymore, i va ser usada pel personatge en la novel·la de 1940 Adam Penfeather, Bucaneer, de Jeffrey Farnol. No obstant això, es va popularitzar i és àmpliament recordat pel seu ús per part de Robert Newton al clàssic de 1950, L'illa del tresor. S'ha especulat que el so "rrr" s'ha pogut associar als pirates a causa de la localització dels principals ports a la zona sud-oest d'Anglaterra coneguda com a West Country. La parla d'aquesta zona en general, i de Cornualla en particular, pot haver tingut una influència molt important sobre la parla nàutica dels britànics en general. Això es pot veure a l'opereta The Pirates of Penzance, de Gilbert i Sullivan, que té lloc a Cornualla; encara que a l'obra no es va usar el terme «arrr», els pirates usaven expressions amb moltes "rrrs", tals com «Hurra!» i «Aboqui el xerès, pirata!» ("Pour, oh pour the pirate sherry" a l'original).